# TVホーム
TVホームは、かつてSo-netとソニーが展開していた、デジタルテレビ「ブラビア」向けのポータルサイト。
2005年11月20日のブラビアの発売日と同時にサービスを開始。テレビ番組関連情報では通常のテレビ番組表のほか、ジャンル別や出演者別の番組票を見ることができた。生活関連情報ではニュースや天気予報、ネット検索などのサービスがあった。
2007年1月31日の12時をもってパナソニックが展開していた「Tナビ」と統合され、翌2月1日に新しく展開される「アクトビラ」へと移行した。